# HD 114729 b
HD 114729 b (بالإنجليزية: HD 114729 b)‏ الذي يرمز له بالرمز HD 114729b، هو كوكب خارج المجموعة الشمسية، في كوكبة قنطورس، يتبع HD 114729 ‏.

## الاكتشاف
اكتشف في 2003، وكانت طريقة الاكتشاف سرعة شعاعية.